# Fritz Böning
Fritz Böning (* 28. Januar 1898 in Odenkirchen; † 3. Juni 1971) war ein deutscher Kommunalpolitiker und Landrat (CDU).

## Leben und Beruf
Nach dem Besuch der Volksschule und des Gymnasiums studierte er Wirtschaftswissenschaften und war als Chemiekaufmann tätig. Tätigkeiten bei Henkel sowie in Düsseldorf und Chemnitz schloss sich ab 1945 eine Tätigkeit als selbständiger Unternehmer an. 
Er war verheiratet und hatte drei Kinder.

## Abgeordneter
Dem Kreistag des ehemaligen Kreises Detmold gehörte er vom 9. November 1952 bis zum 17. November 1956 an. 
Von 1954 bis 1956 und von 1961 bis 1964 war er Mitglied der Landschaftsversammlung des Landschaftsverbandes Westfalen-Lippe. Bei der Bundestagswahl 1953 kandidierte er erfolglos im Bundestagswahlkreis Detmold und auf der nordrhein-westfälischen Landesliste der CDU.

## Öffentliche Ämter
Böning war vom 8. Dezember 1952 bis zum 17. November 1956 Landrat des Kreises Detmold.